# Доње Лисиче
Доње Лисиче (мкд. Долно Лисиче) је насеље у Северној Македонији, у северном делу државе. Доње Лисиче припада градској општини Аеродром града Скопља. Насеље је источно предграђе главног града.

## Географија
Доње Лисиче је смештено у северном делу Северне Македоније. Од најближег већег града, Скопља, насеље је удаљено 10 km источно.
Насеље Доње Лисиче је у оквиру историјске области Скопско поље, у њеном средишњем делу. Околина насеља је равничарска, плодна и густо насељена. Надморска висина насеља је приближно 230 метара.
Месна клима је блажи облик континенталне климе због утицаја Егејског мора (жарка лета).

## Становништво
Љубанци су према последњем попису из 2002. године имали 2.440 становника.
Претежно становништво у насељу су етнички Македонци (98%). Остало су махом Срби.
Већинска вероисповест је православље.